# Lanidiplosis latus
Lanidiplosis latus är en tvåvingeart som beskrevs av Fedotova och Vasily S. Sidorenko 2004. Lanidiplosis latus ingår i släktet Lanidiplosis och familjen gallmyggor. Inga underarter finns listade i Catalogue of Life.